# Maria Bonnevie
Anna Maria Cecilia Bonnevie (Västerås, 26 de setembro de 1973) é uma atriz sueca.